# Адам Штейнмец
Адам Штейнмец (угор. Ádám Steinmetz, 11 серпня 1980) — угорський ватерполіст.
Олімпійський чемпіон 2004 року, учасник 2012 року.
Призер Чемпіонату світу з водних видів спорту 2005 року.